# Speocirolana xilitla
Speocirolana xilitla là một loài chân đều trong họ Cirolanidae. Loài này được Alvarez & Villalobos miêu tả khoa học năm 2008.